# Äggvita

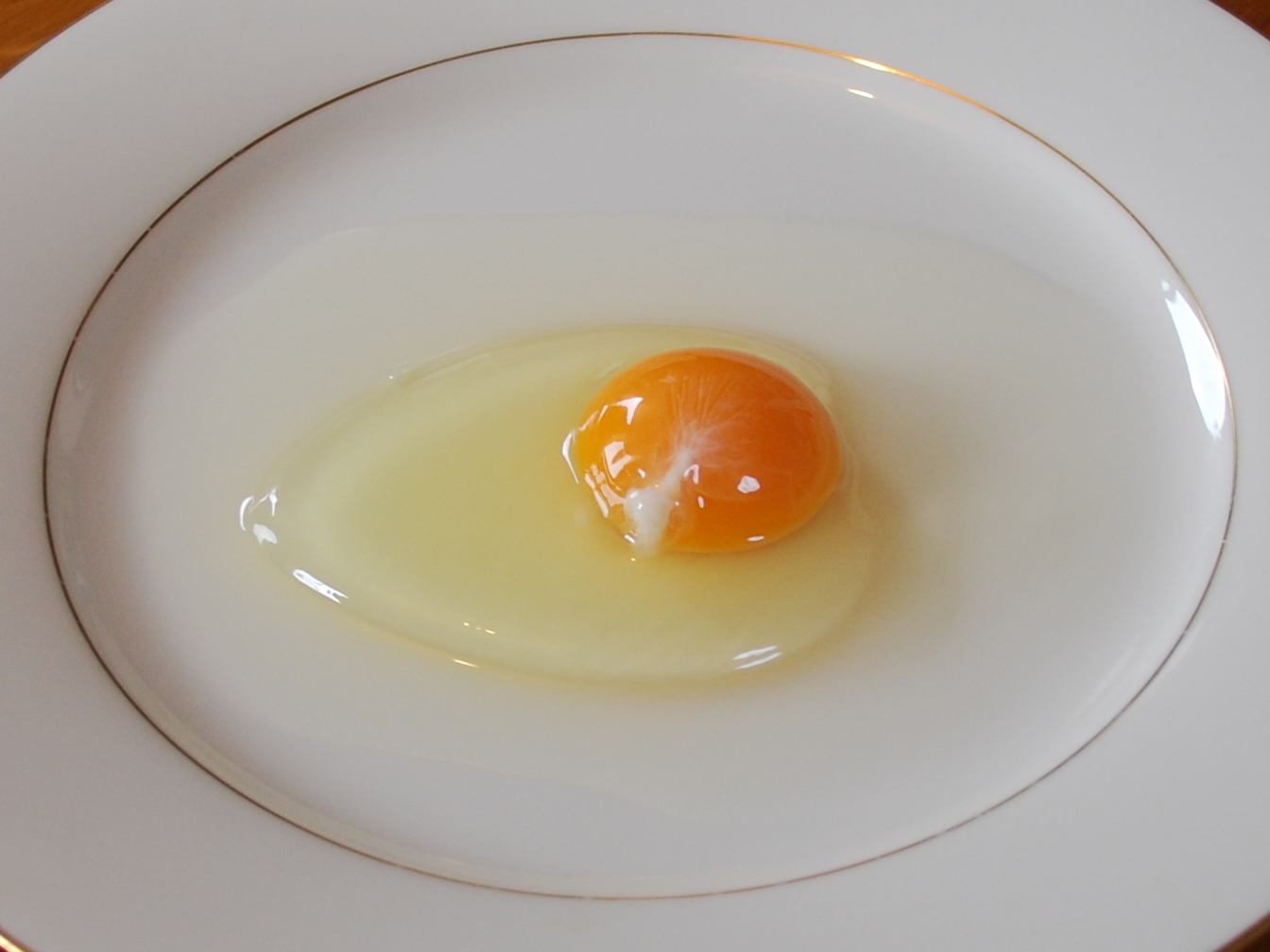
En äggula omgiven av äggvita.

Äggvita är den vita proteinlösning (90 % vatten, 10 % protein) som omger äggulan i ett ägg. Äggvitan är näringsrik och skyddande och finns i ägg hos sköldpaddor, fåglar, krokodiler och kloakdjur. Äggvitan hjälper till att förhindra uttorkning för de djur som lägger sina ägg på land.

## Proteiner
Ovalbumin utgör omkring hälften av proteinerna i äggvitan, som bland annat även innehåller ovomucoid, ovotransferrin och lysozym. Lysozym är bakteriehämmande.